# Venera iz Savignana
Venera iz Savignana je figurica Venere izrađena od mekog zelenog kamena (serpentina) koja datira iz gornjeg paleolitika, a otkrivena je 1925. u blizini mjesta Savignano sul Panaro u pokrajini Modena, Italija.
S visinom od 22.5 cm, širinom od 4.8 cm i dubinom od 5.2 cm, te težinom od 586.5 g, to je jedna od najvećih poznatih Venera među oko 190 datiranih u gornji paleolitik u Europi i Sibiru. Uz predloženo datiranje od prije 25 000 do 20 000 godina, smatra se jednim od najranijih izraza umjetnosti u Italiji.

## Povijest
Kipić je 1925. iskopao poljoprivrednik, Olindo Zambelli, koji je kopao ispred svoje staje u mjestu Prà Martino, ispod frazione Mulino, unutar općine Savignano sul Panaro. Kipić je našao na dubini od oko 1 metar, ispod kasnopleistocenskih fluvijalnih naslaga. Zambelli je očistio i sačuvao “stari kamen” unatoč savjetu supruge da ga baci; na kraju ga je pokazao lokalnom slikaru i kiparu Giuseppeu Graziosiju, koji je shvatio važnost pronalaska i uspio ga dobiti u zamjenu za dvjesto kilograma grožđa.
Novi vlasnik potom je pokazao figuricu svom sinu Paolu Graziosiju, tada mladom studentu arheologije, koji je o njoj objavio rad. Godine 1926. Giuseppe Graziosi donirao je figuricu Nacionalnom muzeju pretpovijesti i etnografije Pigorini u Rimu, koji i danas čuva figuricu. Replika se nalazi u Museo della Venere e dell'Elefante u Savignano sul Panaro. Izvorna figurica bila je privremeno posuđena Savignanu od 5. travnja do 4. svibnja 2014. za izlaganje u sklopu projekta "Savignano, Città dell'Archeologia". Izložbu je posjetilo 3215 posjetitelja, iako je muzej bio otvoren samo prijepodne radnim danom.

## Stil
Figurina je grubo bikonična. Tipično za druge venerine figure, ženstvene crte su prenaglašene: bedra i bokovi su veliki, dok su trbuh, grudi i stražnjica izbočeni. Glava je stožastog oblika, ruke su jedva ocrtane, a šaka, stopala ili ramena uopće nema. Leđa su konkavna. Na nekim točkama još su vidljivi poneki tragovi crvene oker boje.

## Datiranje
Figurica je nakon pronalaska očišćena, čime su uništeni svi organski tragovi koji su se mogli datirati konvencionalnim metodama . Zbog toga je svako datiranje od početka bilo kontroverzno i može se napraviti samo usporedbom s drugim figuricama. Zahvaljujući ovim usporedbama, sada se općenito pretpostavlja da Venera iz Savignana pripada Gravettian kulturi i da se može okvirno datirati u 25.000-20.000 godina prije Krista,  iako neki izvori naginju prema ranijem datiranju, do c. 28 000 BP,  a neki izvori idu u prilog mnogo kasnijem datiranju.
U svojoj prvoj studiji iz 1925., Paolo Graziosi pripisao je figuricu gornjem paleolitiku. Njegov zaključak bio je u suprotnosti s uvriježenim mišljenjem u to vrijeme, kada većina talijanskih akademika nije prepoznavala talijanski gornji paleolitik, radije se opredjeljujući za izravan prijelaz između kasnog moustérienskog i neolitskog razdoblja. Doista, skupina arheologa predvođena Ugom Antoniellijem, ravnateljem muzeja Pigorini, usporedila je figuricu s drugim Venerama koje datiraju iz neolitika, zaključivši da je i Venera iz Savignana morala biti datirana u neolitik.
Međutim, kasnija analiza drugih znanstvenika 1935. zaključila je da je figurica "sigurno paleolitska". Kasnije je Paolo Graziosi načinio stilsku usporedbu između Venere iz Savignana i drugih figurica kao što su Venera iz Trazimena, figurice iz Balzi Rossija u Ventimigliji i nedavno otkrivene (1940.) Venera iz Chiozze di Scandiano u Reggio Emiliji; zbog toga je ponovno potvrdio gornjopaleolitsku starost figurice u svojoj unakrsnoj prezentaciji paleolitičkoj umjetnosti 1956.